# Topobea mortoniana
Topobea mortoniana är en tvåhjärtbladig växtart som beskrevs av John Julius Wurdack. Topobea mortoniana ingår i släktet Topobea och familjen Melastomataceae. Inga underarter finns listade i Catalogue of Life.